# 日招八幡大神社
日招八幡大神社（ひまねきはちまんだいじんじゃ）は、愛媛県松山市にある神社。神紋は四つ目菱。旧社格は郷社。

## 祭神
- 市杵島姫命（いつきしまひめのみこと）
- 湍津姫命（たぎつひめのみこと）
- 田心姫命（たごりひめのみこと）
- 品陀和気命（ほんだわけのみこと、応神天皇）
- 息長帯姫命（おきながたらしひめのみこと、神功皇后）

## 由緒
- 崇峻天皇2年（589年）、国司越智益躬（小千宿祢益躬）が、筑紫国の宗像大社から門島の森に比咩大神（宗像三女神）を勧請し、門島比咩神社（かどしまひめじんじゃ）や門乃神社と称した。
- 大同年間（806年～809年）に、大納言雄友卿が痘瘡を患い祈願をしたところ、平癒したため、伊予痘瘡神社として崇敬される。
- 仁寿元年（851年）神位を授受。
- 元慶2年（876年）八幡神を合祀し、門島座石清水八幡宮と称した。
- 元暦元年（1184年）に佐々木三郎盛綱（佐々木四郎高綱ともいわれる）が守護として入国し、砥部荏原の森山、大野の一族と戦った時、戦の途中で日没しそうになり日が沈まないよう祈願すると、日が留まり勝利したことで、日招八幡宮と改称した。
- 明治5年（1872年）、郷社に列する。
- 平成12年（2000年）、火災により本殿、拝殿を焼失した。
- 平成26年（2014年）、再建を開始。
- 平成27年（2015年）4月20日、新殿祭（新社殿の清祓）、翌21日、遷宮祭。
- 平成27年5月9日、竣工奉告祭。

## 境内社
本殿跡西から北より
- 佐々木社
- 春日社
- 火鎮社
- 祇園社
- 山王大権現

本殿跡東から北より2社が併設（扁額の文字が劣化して判別不能）
おたた石の東側
- 祖霊社

## 年中行事
| 日付    | 祭祀   |
| ------- | ------ |
| 10月6日 | 例大祭 |
| 10月7日 | 神幸祭 |

## アクセス
- 伊予鉄バス保免バス停下車徒歩3分。

## その他
- おとよ石

## 周辺施設
- 松山中央公園
- 石手川
- 松山市立余土中学校
- 松山市立余土小学校